# Hans Graf Huyn
Hans Graf Huyn, född 1930 i Warszawa, död 22 januari 2011 var en tysk parlamentariker.

## Biografi
Hans Graf Huyns far var pressattaché vid tyska ambassaden i Warszawa. Huyn studerade juridik, filosofi, historia och språk vid universitetet i München och flera universitet i Frankrike och Sydamerika. Han avlade statsexamen och blev attaché det västtyska utrikesministeriet 1955, legationssekreterare 1958 och legationsråd 1961. Han var sekreterare för den tyska delegationen i EEC-förhandlingarna och innehade diplomatiska uppdrag i Tunis, Dublin och Tokyo och var chargé d'affaires i Manila. Utrikespolitisk rådgivare åt Franz-Josef Strauss 1971 och valdes 1976 själv in i förbundsdagen för CSU där han satt till 1990. Han var medlem av utrikes-, inrikes- och försvarsutskottet. Han var också talesman för CSU i utrikespolitiska frågor och har representerat partiet i grundlagsutskottet i Europeiska Demokratiska Unionen.
Huyn har varit ordförande för Kirche im Not – Ostpriesterhilfe Deutschland sedan 1988 och har fungerat som viceordförande för det internationella Church in Need. Han har också var med om att grunda Europeiska Konferensen för Mänskliga Rättigheter och Självbestämmande och var dess viceordförande 1974-1999. 
Han har skrivit många böcker om framför allt utrikespolitik.
Huyn tillhör en österrikisk-ungersk adelssläkt. Hans hustru Altgräfin Rosemary zu Salm Reifferscheidt Dyck var ättling till ärkehertiginnan Maria Theresia av Österrike. Paret har fyra barn.

## Utgivning på svenska
- Uppmarschen, Stockholm 1981, Contra (orig. Der Angriff, Wien, München, Zürich, Innsbruck 1978, Molden).